# Dave Brailsford
David "Dave" Brailsford, CBE é um treinador galês. Até abril de 2014 foi o director técnico da Federação Britânica de Ciclismo. Na actualidade é director geral da equipa ciclista britânico Team INEOS, de categoria Pro Tour.
Ainda que nascido em Derby (Inglaterra), cresceu sabendo galês em Deiniolen (cerca de Caernarfon, Gales), sendo filho de um guia de montanha.
Com 19 anos marchou-se a França para ser ciclista profissional, competindo durante quatro temporadas. Então, com 23 anos, entrou na universidade para obter alguns títulos em Educação Física e Psicologia, realizando posteriormente um MBA na escola de negócios de Sheffield.
Coincidindo com a entrada da National Lottery como patrocinador da Federação Britânica de Ciclismo se incorporou ao organismo, dedicado principalmente ao ciclismo em pista, como assessor. Posteriormente seria director de planejamento para terminar sendo director de rendimento.
Brailsford e a sua equipa de auxiliares conduziram à equipa britânica de ciclismo em pista a uma prticipação de sucesso nos Jogos Olímpicos de Verão de 2004. A rainha Isabel II recompensou a sua contribuição aprovando o seu rendimento na Ordem do Império Britânico como MBE (Membro da Ordem do Império Britânico).
Nos Jogos Olímpicos de Verão de 2008 a equipa britânica conseguiu 14 medalhas, 8 delas de ouro. Sua contribuição a dito sucesso foi premiado com uma ascensão pela rainha, que o elevou a CBE (Comandante da Ordem do Império Britânico).